# Habenaria polytricha
Habenaria polytricha är en orkidéart som beskrevs av Robert Allen Rolfe. Habenaria polytricha ingår i släktet Habenaria och familjen orkidéer. Inga underarter finns listade i Catalogue of Life.